# Youssef En-Nesyri
Youssef En-Nesyri (Fez, 1 juni 1997) is een Marokkaanse voetballer die doorgaans als aanvaller speelt. Hij verruilde Sevilla in juli 2024 voor Fenerbahçe. En-Nesyri debuteerde in 2016 in het Marokkaans voetbalelftal.

## Clubcarrière

### Málaga
En-Nesyri verruilde AM Football in 2015 voor Málaga, dat €125.000,- betaalde voor de aanvaller. Op 16 april 2016 debuteerde hij in het tweede elftal, in de Tercera División tegen Guadix. Op 26 augustus 2016 debuteerde hij in de Primera División, uit tegen Espanyol. En-Nesyri kwam na 77 minuten bij een 2–1 achterstand het veld in voor Keko. Málaga maakte in de laatste minuten gelijk via Charles. Na 41 wedstrijden voor Málaga, waarin hij vijf keer scoorde, vertrok En-Nesyri na het WK 2018 voor €6.000.000,- naar Leganés.

### Leganés
Na zijn komst werd En-Nesyri de vaste spits bij Leganés. Hij speelde in zijn eerste seizoen 31 competitiewedstrijden en scoorde daarin negen keer. 

### Sevilla
Na 52 wedstrijden waarin hij 15 keer scoorde tekende En-Nesyri in januari 2020 een contract voor vijfenhalf seizoen bij Sevilla. De transfer bedroeg zo’n €20.000.000.

### Fenerbahçe
Na 3,5 seizoen bij Sevilla, maakte En-Nesyri een transfer naar het Turkse Fenerbahçe, dat €19.500.000 betaalde voor hem. Hiermee werd En-Nesyri de duurste aankoop ooit door een club uit Turkije. Het vorige record stond op naam van Mário Jardel, die in 2000 voor €17.000.000 werd gekocht door Galatasaray.

## Clubstatistieken
| Seizoen | Club       | Competitie       | Competitie | Competitie | Beker | Beker | Internationaal | Internationaal | Totaal | Totaal |
| Seizoen | Club       | Competitie       | Wed.       | Dlp.       | Wed.  | Dlp.  | Wed.           | Dlp.           | Wed.   | Dlp.   |
| ------- | ---------- | ---------------- | ---------- | ---------- | ----- | ----- | -------------- | -------------- | ------ | ------ |
| 2016/17 | Málaga     | Primera División | 13         | 1          | 2     | 0     | —              | —              | 15     | 1      |
| 2017/18 | Málaga     | Primera División | 25         | 4          | 1     | 0     | —              | —              | 26     | 4      |
| 2018/19 | Leganés    | Primera División | 31         | 9          | 3     | 2     | —              | —              | 34     | 11     |
| 2019/20 | Leganés    | Primera División | 18         | 4          | 1     | 0     | —              | —              | 19     | 4      |
| 2019/20 | Sevilla    | Primera División | 18         | 4          | 2     | 0     | 6              | 2              | 26     | 6      |
| 2020/21 | Sevilla    | Primera División | 38         | 18         | 5     | 0     | 9              | 6              | 52     | 24     |
| 2021/22 | Sevilla    | Primera División | 23         | 5          | 0     | 0     | 6              | 0              | 29     | 5      |
| 2022/23 | Sevilla    | Primera División | 31         | 8          | 4     | 4     | 13             | 6              | 58     | 18     |
| 2023/24 | Sevilla    | Primera División | 33         | 16         | 1     | 1     | 7              | 3              | 41     | 20     |
| 2024/25 | Fenerbahçe | Süper Lig        | 34         | 20         | 4     | 4     | 14             | 6              | 52     | 30     |
| 2025/26 | Fenerbahçe | Süper Lig        | 0          | 0          | 0     | 0     | 2              | 1              | 2      | 1      |
| Totaal  | Totaal     | Totaal           | 264        | 89         | 23    | 11    | 57             | 24             | 354    | 124    |

Bijgewerkt tot en met 12 augustus 2025. 

## Interlandcarrière
En-Nesyri debuteerde op 31 augustus 2016 in het Marokkaans voetbalelftal, in een oefeninterland tegen Albanië. Hij speelde de volledige wedstrijd, die in 0–0 eindigde.
En-Nesyri werd door toenmalig bondscoach Herve Renard als negentienjarige geselecteerd voor de Afrika Cup 2017. Hij kwam daar met Marokko tot de kwartfinale en maakte 3-1 in de gewonnen wedstrijd tegen Togo. Ook werd En-Nesyri als tweede spits opgeroepen voor het WK 2018. Hij kwam daarop in de laatste groepswedstrijd tegen Spanje in actie en kopte Marokko in de blessuretijd op voorsprong. Na het WK werd En-Nesyri de eerste spits en kwam hij met Marokko op de Afrika Cup 2019 vier keer in actie. Hij scoorde in de groepsfase tegen Ivoorkust en in de achtste finale tegen Benin. Op het Afrika Cup 2023 scoorde hij een doelpunt tegen Tanzanië waardoor hij de eerste marokkaan is geworden om op 4 afrika cups te scoren.

## Erelijst
| Competitie                   | Aantal  | Jaren            |
| Sevilla                      | Sevilla | Sevilla          |
| ---------------------------- | ------- | ---------------- |
| UEFA Europa League           | 2x      | 2019/20, 2022/23 |
| UEFA–CONMEBOL Club Challenge | 1x      | 2023             |